# 米凱莉
米凱莉（Kelly Mi，1971年1月9日—），台灣女演員，參與多部戲劇演出。

## 參與作品

### 電影
- 2005年《別愛陌生人》飾 秀珍
- 2006年《好想談個戀愛》飾 女人幫

### 電視劇
| 年份 | 劇名                                 | 角色               | 頻道            |
| 1999 | 《台灣靈異事件》鬼面                 | 凱莉               | 華視            |
| 1999 | 《台灣靈異事件》惡魔房東             | 安琪               | 華視            |
| 2000 | 《台灣靈異事件》老婆也瘋狂           | 吳麗娟             | 華視            |
| 2000 | 《台灣靈異事件》連環鬼計             | 小莉               | 華視            |
| 2000 | 《台灣靈異事件》向媽祖喊冤           | 小莉               | 華視            |
| 2000 | 《台灣靈異事件》鐵頭娶鬼妻           | 小美               | 華視            |
| 2000 | 《台灣靈異事件》猛男一條龍           | 小君               | 華視            |
| 2000 | 《台灣靈異事件》鬼才相信你           | 老上海百樂門鬼舞女 | 華視            |
| 2001 | 《台灣靈異事件》做鬼也英雄           | 施文蕙             | 華視            |
| 2001 | 《台灣靈異事件》驚驚拜金女           | 安妮（廖麗香）     | 華視            |
| 2002 | 《台灣靈異事件》魔妻                 | 張惠敏             | 華視            |
| 2002 | 《台灣靈異事件》殺夫                 | 楊子慕             | 華視            |
| 1999 | 《台灣怪談》負心的人                 | 助理（小麗）       | 華視            |
| 1999 | 《台灣怪談》                         | 瑪莉（第4集之後）  | 華視            |
| 1999 | 《玫瑰曈鈴眼》魔鬼詩篇               | 趙文馨             | 台視            |
|      | 《玫瑰曈鈴眼》紫色情魔               | 文淇               | 台視            |
|      | 《玫瑰曈鈴眼》野蠻千金女             | 段蘭心             | 台視            |
|      | 《玫瑰曈鈴眼》博命女情癡》           | 林秀美             | 台視            |
|      | 《玫瑰曈鈴眼》迷香·癡女·恨           | 蔡麗雯             | 台視            |
|      | 《玫瑰曈鈴眼》變色玫瑰               | 林美蘭             | 台視            |
| 2000 | 《》                                 | 萍兒               | 華視            |
| 2001 | 《霹靂大夫俏護士》                   |                    | 華視            |
| 2001 | 《貞女、烈女、豪放女》               | 阿媚               | 中視            |
| 2001 | 《天下第一狀》                       | 雲仙               | 台視            |
| 2002 | 《好小子哈利》                       |                    | 華視            |
| 2003 | 《新玫瑰瞳鈴眼》十大惡女之摩登女騙徒 | 趙心瑜             | 民視            |
| 2004 | 《雙響炮》                           |                    |                 |
| 2006 | 《驚異傳奇》雙胞胎                   | 養母               | 衛視中文台      |
| 2006 | 《白色巨塔》                         | 魏明珠             | 中視            |
| 2008 | 《陪你到世界的盡頭》                 | 徐薇               |                 |
| 2009 | 《娘妻》                             | 高慧珊             |                 |
| 2010 | 《包青天之七俠五義》                 | 雷莎               |                 |
| 2012 | 《愛啊哎呀我願意》                   | 陳家慧             |                 |
| 2014 | 《16個夏天》                         | 方母               | TVBS歡樂台      |
| 2016 | 《聶小倩》                           | 鍾麗人             | 中視            |
| 2017 | 《極品絕配》                         | 蕭海薇             | 三立都會台      |
| 2017 | 《已讀不回的戀人》                   | 吳霞（Kelly）      | 台視/三立都會台 |
| 2019 | 《你有念大學嗎？》                   | 林芳婕             | 台視/三立都會台 |
| 2019 | 《愛情白皮書》                       | 松崗媽             | 台視/東森綜合台 |
| 2020 | 《廢財闖天關》                       | 方永潔             | 華視/三立都會台 |
| 2021 | 《廢財闖天關2》                      | 方永潔             | 華視/三立都會台 |

## 外部連結
- Kelly  Mi的Facebook專頁
- 米凱莉在互联网电影资料库（IMDb）上的資料（英文）（英文）
- 米凱莉在香港影庫上的簡介
- 米凱莉在豆瓣上的资料（简体中文）
- 米凱莉在时光网上的簡介（简体中文）
- 米凱莉-NIO電視網 （页面存档备份，存于）
- 李珍妮 判賠米凱莉300萬 名媛戰爭 嗆吳春台嫩妻是小三 （页面存档备份，存于）